# 벤 로젠필드

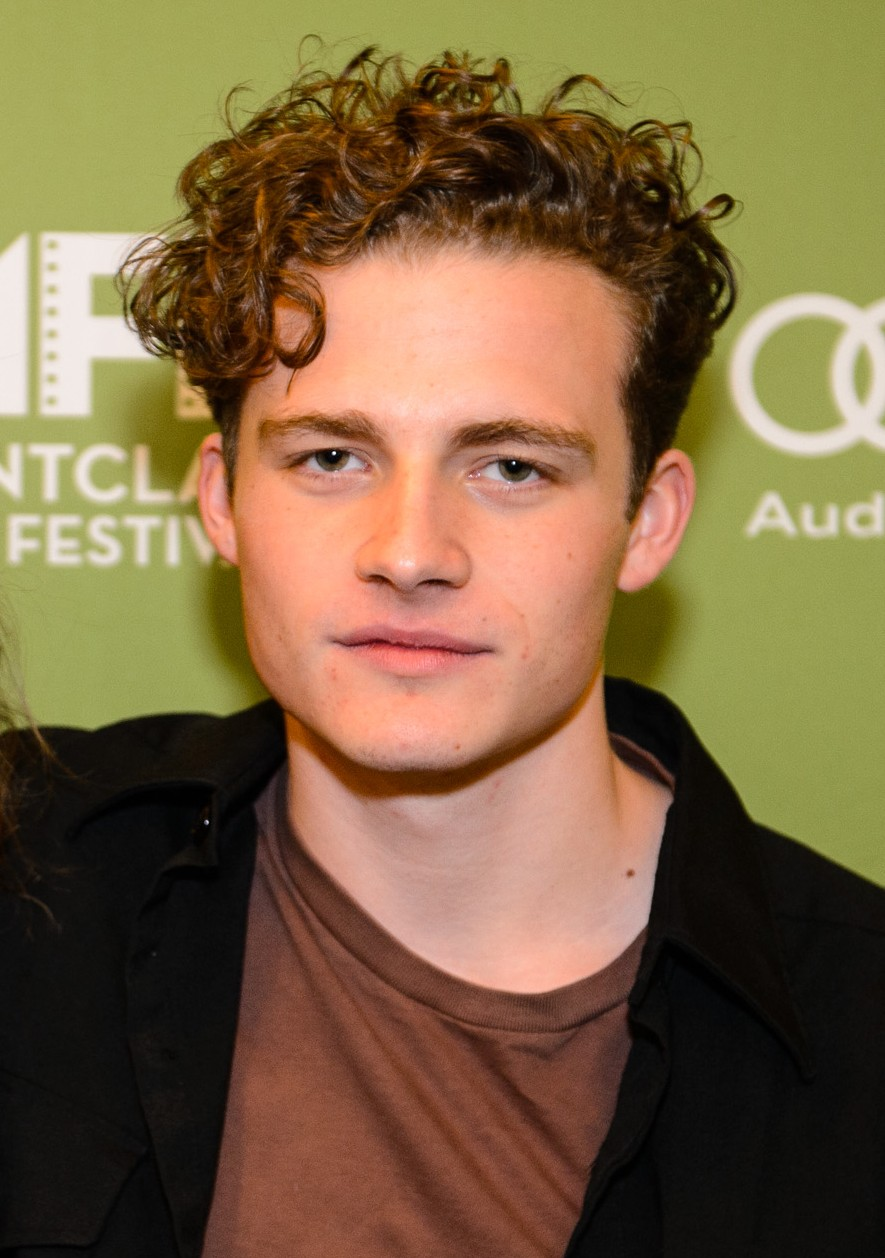

벤 로젠필드(Ben Rosenfield, 1992년 8월 1일 ~ )는 미국의 연극 배우, 텔레비전 배우이다.
몬트클레어에서 태어났다.

## 방송
- 보드워크 엠파이어 시즌5
- 보드워크 엠파이어 시즌4